# 진접초등학교
진접초등학교는 대한민국 경기도 남양주시에 있는 공립 초등학교이다.

## 학교 연혁
2009.9.1/진접초등학교 개교(6학급)
2009.9.1/제1대 김진양 교장 선생님 취임
2010.2.19/제1회 졸업식(졸업생7명)-학교 홈페이지에는 2009년2월19일로 잘못 기록되어 있다-
2010.3.1/12학급 편성(일반학급12,특수학급1)
2011.2.16/제2회 졸업식(졸업생133명,총 졸업생140명)
2011.3.1/39학급 편성(일반학급39,특수학급1)
2011.3.4/병설유치원 개원(1학급)
2012.2.17/제3회 졸업식(졸업생187명,총 졸업생327명)
2012.3.1/43학급 편성(일반학급43,특수학급2,병설유치원1)
2013.2.15/제4회 졸업식(졸업생194명,총 졸업생521명)
2013.3.1/47학급 편성(일반학급47,특수학급2,병설유치원1)
2013.3.1/경기도교육청 지정 혁신학교지정교
2014.2.14/제5회 졸업식(졸업생208명,총 졸업생729명)
2014.3.1/50학급 편성(일반학급50,특수학급2,병설유치원1)
2014.3.1/경기도교육청지정 혁신학교 지정2년차 운영
2014.9.1/제2대 조규영 교장 선생님 취임-이 교장선생님은 키가 굉장히 크셔서 아이들이 키다리 선생님이라고 부르기도 하였다-
2015.2.13/제6회 졸업식(졸업생209명 총 졸업생838명)-여기부터 학교 홈페이지 관리자가 귀찮았는지 줄여서 표시하기 시작했다(제가 바꿔서 표기하는겁니다)-
2015.3.1/47학급 편성(일반학급47,특수학급1,병설유치원1)
2015.3.1/경기도교육청 지정 혁신학교3년차 운영
2015.3.1/경기도교육청 지정 초등교과특성화학교(음악)2년차 운영
2016.2.17/제7회 졸업식(졸업생249명 총 졸업생1142명)
2016.3.1/47학급 편성(일반학급47,특수학급1,병설유치원1)
2016.3.1/경기도교육청 지정 혁신학교4년차 운영
2016.3.1/경기도교육청 지정 초등교과특성화학교(음악)3년차 운영
2017.2.8/제8회 졸업식(졸업생205명 총 졸업생1142명)
2017.3.1/46학급 편성(일반학급46,특수학급1,병설유치원1)
2017.3.1/경기도교육청 지정 혁신학교재지정1년차 운영
2017.3.1/경기도교육청 지정 초등교과특성화학교(음악)4년차 운영
-여기부턴 홈페이지 관리자가 엄청 귀찮았는지 졸업식도 표기를 안하기 시작했다- 
2018.3.1/45학급 편성(일반학급45,특수학급2,병설유치원1)
2018.3.1/경기도교육청 지정 혁신학교재지정2년차 운영
2018.3.1/경기도교육청 지정 초등교과특성화학교(음악)5년차 운영
2018.9.1/제3대 박상선 교장 선생님 취임
2019.3.1/45학급 편성(일반학급45,특수학급2,병설유치원1)-이때 학급수는 줄어드는데 교실은 남아도니까 여러 가지 용도로 쓰기 시작했는데 어쩌구위원회실.학생회실 이라고 써있었지만 학생회는 거기서 회의를 한적이 없다-
2019.3.1/경기도교육청 지정 혁신학교재지정3년차 운영
2019.3.1/경기도교육청 지정 초등교과특성화학교(음악)6년차 운영
2020.3.1/42학급 편성(일반학급42,특수2,병설유치원1)
2020.3.1/경기도교육청 지정 혁신학교재지정4년차 운영

## 참고 자료
- 진접초등학교 - 한국교육학술정보원 학교알리미
- (진접초등학교는 진접읍 제일가는 최고 학교이다)

※본인피셜